# Ampliación Vicente Guerrero
Ampliación Vicente Guerrero är en ort i Mexiko.   Den ligger i kommunen Yautepec och delstaten Morelos, i den sydöstra delen av landet, 60 km söder om huvudstaden Mexico City. Ampliación Vicente Guerrero ligger 1 333 meter över havet och antalet invånare är 199.
Terrängen runt Ampliación Vicente Guerrero är varierad. Runt Ampliación Vicente Guerrero är det mycket tätbefolkat, med 1 056 invånare per kvadratkilometer. Närmaste större samhälle är Cuautla Morelos, 8,4 km sydost om Ampliación Vicente Guerrero. Omgivningarna runt Ampliación Vicente Guerrero är en mosaik av jordbruksmark och naturlig växtlighet.